# 和才昌二
和才 昌二（わさい まさじ、1942年10月15日 - ）は、日本の実業家。

## 経歴
大分県に生まれる。1961年福岡県立修猷館高等学校を経て、1967年慶應義塾大学経済学部を卒業。
1967年4月日本興業銀行（現・みずほ銀行）に入行。1990年5月福岡支店副支店長、1992年6月本店営業第8部副部長、1993年6月新宿支店長を経て、1996年6月興銀リース（現・みずほリース）取締役営業第1部長に就任する。
1997年6月ハウステンボス代表取締役副社長に転じ、2000年6月代表取締役社長に就任する。2001年6月、2001年3月期決算で経常赤字が膨らんだことを受け、引責辞任し顧問となる。
その後、韓国ベンチャーの日本進出支援を手掛ける、ジェイ・ケイアイズの会長を務めた。